# Ymer Jaka
Ymer Jaka (ur. 24 października 1937 w Tropoi, zm. 18 października 2009 w Prisztinie) – jugosłowiański i kosowski tłumacz oraz nauczyciel pochodzący z Albanii, sekretarz Kosowa ds. edukacji, nauki i kultury.

## Życiorys
Urodził się w albańskiej Tropoi, jednak wraz z rodziną przeniósł się do Jugosławii, gdzie pobierał naukę w Djakowicy i w Prisztinie. Pracował jako nauczyciel w Dečani, a w latach 60. studiował literaturę francuską na Wydziale Filozofii Uniwersytetu w Belgradzie. Pracował także w Radiu Prishtina.
W latach 1968–1970 przebywał w Paryżu, gdzie prowadził badania do pracy doktorskiej pod tytułem Skënderbeu në letërsinë frënge, którą obronił na Wydziale Filozoficznym Uniwersytetu w Prisztinie w 1977 roku. Pełnił także funkcję sekretarza Kosowa ds. edukacji, nauki i kultury, jednak w 1981 roku został z niej odwołany z powodu oskarżeń o posiadanie poglądów nacjonalistycznych oraz liberalnych.
Przetłumaczył z języka francuskiego na albański utwór Bardha e Temalit autorstwa Pashki Vasy.

## Prace naukowe[1][2]
- Lidhjet letrare shqiptaro-frënge (1979)
- Skënderbeu në historiografinë frënge (2001)